# Ибрагимов, Тимур Таштурсунович
Тимур Таштурсунович Ибрагимов (род. 12 октября 2000, Санкт-Петербург) — российский хоккеист, нападающий.

## Биография
Воспитанник петербургского хоккея (ГСДЮШОР, «Серебряные львы»). В 2017—2018 годах играл за команду МХЛ «Серебряные львы». В сезоне 2018/19 выступал за команду МХЛ «СКА-1946», в следующем сезоне играл в ВХЛ за «СКА-Неву».
На драфте НХЛ 2019 года был выбран в 6-м раунде под общим 164-м номером клубом «Сан-Хосе Шаркс», 11 мая 2020 года подписал трёхлетний контракт новичка. Сезон 2020/21 провёл в аренде в клубе чемпионата Финляндии ТПС. В плей-офф AHL 2020/21 дебютировал в фарм-клубе «Сан-Хосе Шаркс» «Сан-Хосе Барракуда». 5 июля 2021 года был обменян в КХЛ из СКА в «Сочи», 4 декабря был обменян обратно в СКА. В сезоне 2022/23 играл за фарм-клуб «Сан-Хосе» «Уичито Тандер» в ECHL.
27 февраля 2023 года был обменян в «Нью-Джерси Девилз» и стал играть за их фарм-клуб в АХЛ «Ютика Кометс».